# 34400 Kimbaxter
34400 Kimbaxter è un asteroide della fascia principale. Scoperto nel 2000, presenta un'orbita caratterizzata da un semiasse maggiore pari a 2,7779014 au e da un'eccentricità di 0,1594537, inclinata di 7,37208° rispetto all'eclittica.